# Gorka Elustondo
Gorka Elustondo Urkola (Beasain, 18 maart 1987) is een Spaans voetballer die bij voorkeur als defensieve middenvelder speelt. Hij tekende in juli 2015 een contract tot medio 2017 bij Athletic Bilbao, dat hem overnam van Real Sociedad.

## Clubvoetbal
Elustondo speelde enige jaren in de jeugd van Real Sociedad. Hij maakte zijn officiële debuut in het eerste elftal op 20 december 2006, in een competitiewedstrijd tegen Celta de Vigo. Elustondo speelde vervolgens tot juli 2015 bij Sociedad. Zijn eerste jaar eindigde in degradatie naar de Segunda División A. Na een terugkeer in de Primera División in 2010 eindigde de ploeg elk jaar iets hoger op de ranglijst, met een vierde plaats en plaatsing voor de UEFA Champions League in 2013 als hoogtepunt. Een jaar later bereikte Elustondo met Sociedad de UEFA Europa League.
Na 8,5 seizoen in het eerste team van Sociedad, tekende Elustondo in juli 2015 een contract tot medio 2017 bij Athletic Bilbao, de nummer zeven van Spanje in het voorgaande seizoen.

## Nationaal elftal
Elustondo won in juli 2006 met het Spaans elftal het EK Onder-19 in Polen. Op het EK bereikte Spanje redelijk simpel de finale door in de groepsfase Turkije (5-3), Schotland (4-0) en Portugal (1-1) achter zich te houden en in de halve finale van Oostenrijk te winnen (5-0). In de finale werd uiteindelijk met 2-1 gewonnen van Schotland door twee doelpunten van Alberto Bueno. In 2007 nam Elustondo deel aan het WK Onder-20 in Canada.

## Erelijst
| Supercopa de España | 1x | 2015 |

1 Simón ·
3 Vivian ·
4 Paredes ·
5 Álvarez ·
6 Vesga ·
7 Berenguer ·
8 Sancet ·
9 I. Williams ·
10 Muniain  ·
11 N. Williams ·
12 Guruzeta ·
13 Agirrezabala ·
14 D. García ·
15 Lekue ·
16 Ruiz de Galarreta ·
17 Berchiche ·
18 De Marcos ·
19 García de Albéniz ·
20 Villalibre ·
21 Herrera ·
22 R. García ·
23 Nolaskoain ·
24 Prados ·
29 Ares ·
30 Gómez ·
Coach: Valverde